# Harry Schwarz
Harry Heinz Schwarz (né le 13 mai 1924 à Cologne en Reich allemand, sous la république de Weimar, et mort le 5 février 2010 à Johannesbourg en Afrique du Sud) est un homme politique, diplomate et juriste sud-africain. Membre du conseil municipal de Johannesbourg (1951-1957), du conseil provincial du Transvaal (1963-1974) puis du parlement d'Afrique du Sud pour la circonscription de Yeoville (1974-1991), il est successivement membre du Parti uni, du  Parti réformiste, du Parti progressiste réformiste, du Parti progressiste fédéral et du Parti démocratique.
Il est ambassadeur d'Afrique du Sud aux États-Unis du 6 mars 1991 au 12 janvier 1995. 

## Biographie
Fils de Alma et Fritz Schwarz, Heinz Schwarz est né le 13 mai 1924 à Cologne en Allemagne sous la république de Weimar. 
De confession juive, sa famille fuit l'Allemagne nazie en 1934 et se réfugie au Cap en Afrique du Sud à bord du SS Giulio Cesaro. La famille Schwarz est alors désargentée, ayant été obligée de vendre tous ses biens pour payer le départ d'Allemagne et le voyage vers l'Afrique du Sud. Les Schwarz vivent à quatre dans un appartement comprenant une seule chambre de la rue Kloof et ne parlent ni anglais ni afrikaans. Le jeune Heinz est d'abord scolarisé à l'école puis au collège de Tamboerskloof avant que la famille Schwarz n'emménage à Johannesbourg, dans la province du  Transvaal, où il est scolarisé au lycée de garçons de Jeppe. Diplômé en 1943, il refuse à la fois une offre d'emploi et une bourse d'études et préfère s'enrôler dans la force aérienne sud-africaine (South African Air Force). Déterminé à participer personnellement à l'effort de guerre contre le Troisième Reich, Heinz Schwarz est recruté au quartier général militaire des forces de l'Union et suit une formation de navigateur et de bombardier. Affecté au sein du 15e escadron, déployé au Caire, en Égypte, il décide d'adopter le prénom de Harry en suivant les conseils de son supérieur hiérarchique car son patronyme de Heinz Schwarz est trop allemand et pourrait lui causer des ennuis s'il venait à être capturé. Au cours de la guerre, son escadron est successivement affecté en Libye, en Égypte, en Italie, à Malte et en Crète. Il participe à des opérations sur la mer Égée, la Méditerranée et en Europe continentale. Au cours de l'une de ses sorties aériennes, il participe à l'attaque qui coula le SS Giulio Cesaro qui autrefois avait permis à sa famille de fuir l'Allemagne et de trouver la sécurité de l'Afrique du Sud.
De retour en Afrique du Sud, après la fin de la Seconde Guerre mondiale, il reprend des études et suit des cours de droit à l'Université du Witwatersrand à l'aide d'un prêt et de subvention gouvernementale. Durant ces années d'études, il côtoie Nelson Mandela, qui était dans la même classe que lui, et avec lequel il devient ami.
Lors des élections générales sud-africaines de 1948, Harry Schwarz fait campagne pour le premier ministre Jan Smuts, qu'il considère comme un héros, et pour le parti uni. À la suite de la victoire du parti national, Schwarz décide de devenir réellement militant et de s'impliquer davantage dans la vie politique de son pays d'adoption. Il est élu président de la section universitaire du parti uni, président de la ligue des anciens militaires de l'université et président du Conseil des étudiants en droit.
Diplômé d'un baccalauréat ès arts, avec distinction en histoire et en histoire économique et d'une licence en droit, Schwarz est admis au barreau. Désormais avocat, il continue ses activités politiques dans le contexte de la mise en œuvre de l'apartheid. Il co-fonde notamment les Torch commando, un mouvement d'anciens militaires visant à  protester contre la suppression de la franchise électorale des coloureds dans la province du Cap. À son apogée, le mouvement compte 250 000 membres dont Adolph Malan, un as de la Seconde Guerre mondiale. La carrière politique de Schwarz se concrétise avec son élection au Conseil municipal de Johannesbourg en 1951 où il représente la circonscription de Booysens, un siège réputé imprenable contre le NP. Bien que plus jeune conseiller municipal de la ville, d'importantes fonctions lui sont attribuées comme présider le comité de gestion du Conseil (le comité le plus influent). En tant que conseiller municipal, il s'oppose aux expulsions des personnes de couleur et tente d'améliorer les conditions de logement et d'éducation.
En 1958, Schwarz est élu au Conseil provincial du Transvaal où il représente la circonscription de l'hôpital (rebaptisé plus tard Hillbrow). De 1963 à 1974, il est chef de l'opposition au sein du Conseil provincial. Parallèlement, il est l'un des avocats de la défense durant le procès de Rivonia où son ancien camarade de classe, Nelson Mandela, figure parmi les accusés. Schwarz est notamment chargé de la défense de James Kantor qui est, à la fin du procès, l'un des deux seuls accusés à être acquitté. Après le procès, Schwarz abandonne le barreau pour se concentrer sur la politique où il fait figure d'étoile montante de l'opposition.
Au début des années 1970, Schwarz est devenu le chef de file de la faction libérale anti-apartheid du Parti uni. Son objectif est de créer un gouvernement alternatif crédible à l'apartheid, un parti plus agressif pour contrer la politique raciale alors en œuvre. Cependant, Schwarz et ses alliés politiques, principalement basés au Transvaal, se heurtent à Sir de Villiers Graaff, le chef du parti ainsi qu'à la «vieille garde» . Les divisions internes au sein du parti uni entre les libéraux et les conservateurs au Transvaal tournent à l'affrontement en août 1973 quand Schwarz obtient l'éviction de Marais Steyn de la direction du parti uni du Transvaal. Pour Schwarz, Marais Steyn est un symbole de ceux qui veulent maintenir un «leadership blanc" en Afrique du Sud. Nouveau chef du parti uni au Transvaal, Schwarz rencontre le chef Mangosuthu Buthelezi, le 4 janvier 1974, avec lequel il signe la Déclaration Mahlabatini  en faveur de l'établissement d'une société non raciale en Afrique du Sud. La déclaration expose notamment la volonté de ses signataires d'établir une relation de confiance et de fonder une Afrique du Sud post-apartheid basée sur l'égalité des chances, le bonheur et la sécurité. L'engagement est affirmé que le changement politique et social en Afrique du Sud ne doit se faire que par des moyens pacifiques. Pour la première fois dans l'histoire sud-africaine contemporaine, un document écrit atteste d'une communauté d'idées et de visions politique entre des dirigeants politiques blancs et noirs. Si la déclaration ravit les libéraux des différents mouvements politiques du pays ainsi que la presse libérale, elle met en colère les membres conservateurs du parti uni et suscite la condamnation et les moqueries du parti national et de sa presse. Harry Schwarz est néanmoins élu à la chambre de l'assemblée du parlement pour la circonscription de Yeoville lors des élections d'avril 1974, reprenant le siège de Marais Steyn désormais rallié au parti national. Il arrive au parlement avec plusieurs alliés (notamment Dick Enthoven, David Dalling et Horace van Rensburg). La nouvelle génération se heurte à la vieille garde quand Schwarz est appelé à réprimander publiquement Dick Enthoven mise en cause pour l'un de ses virulents discours contre la politique anti-apartheid. Refusant de suivre la ligne du parti, Schwarz est expulsé par Sir De Villiers Graaff. Plusieurs de ses partisans décident alors de quitter le parti uni et vont fonder, en février 1975, avec Schwarz le parti réformiste dont il devient le chef. La plateforme du nouveau parti intègre les principes de la Déclaration Mahlabatini et appelle à la constitution d'une société sud-africaine non-discriminatoire.
Six mois plus tard, Schwarz fusionne le Parti réformiste avec le Parti progressiste (PP) pour former le parti progressiste réformiste. Il en devient le président de l'exécutif fédéral laissant la direction à Colin Eglin. Durant toute sa période parlementaire, Harry Schwarz mène une opposition politique agressive contre la politique raciale du parti national et s'affiche comme l'un des chefs de l'opposition interne à l'apartheid. Ministre des Finances du cabinet fantôme de son parti de 1977 à 1991, Schwarz joue également un rôle important dans l'opposition à la politique économique et financière du gouvernement. Vice-président du Comité permanent des finances et membre du comité des comptes publics du Parlement, il est aussi porte-parole du PFP sur l'information. Dans ces fonctions, Schwarz joue aussi un rôle important dans la dénonciation du scandale de l'information qui amène John Vorster à démissionner de la présidence.
Membre fondateur du parti progressiste fédéral et du parti démocratique, Schwarz est nommé ambassadeur d'Afrique du Sud aux États-Unis en 1991 symbolisant alors l'engagement du gouvernement de Frederik de Klerk à mettre fin à l'apartheid. Il succède alors à Piet Koornhof à la fonction la plus prestigieuse du corps diplomatique sud-africain.
Harry Schwarz fut également l'un des principaux dirigeants de la communauté juive d'Afrique du Sud.

## Vie privée
Marié en 1952, il a eu 3 enfants.

## Sources
- Shelagh Gastrow, Who's who in South African Politics, Ravan Press, 1985, p 273 et s.
- SAHO, Biographie